# Миши лемур на мадам Берта
Мишият лемур на Мадам Берта (Microcebus berthae) е вид лемур от род Миши лемури. Това е най-дребният вид примати.
Живее в сухи широколистни гори и савани на остров Мадагаскар. Тялото му достига около 12 cm, а опашката – около 15 cm. Тежи едва между 25 и 40 грама.
За да се ориентира в тъмното, лемурът има големи изпъкнали напред очи с жълто-сиво петно между тях. Козината на миниатюрния примат от горната страна е червеникаво-кафява, коремът му е светлосив, а на гърба има отличителна червеникава ивица.